# Sexualité
Pour les articles homonymes, voir sexualité (homonymie).
Pour la sexualité chez les êtres humains, voir Sexualité humaine.
La sexualité est, chez les animaux à reproduction sexuée, l'ensemble des phénomènes de l'accouplement, des comportements sexuels, et des phénomènes culturels liés à ces comportements.
La division sexuée des organismes en sexes complémentaires permet un brassage des gènes (par méiose et fécondation) qui favorise la diversité génétique et l'adaptation des organismes à leur environnement.
La sexualité humaine varie en fonction des époques et des cultures. Des différences sont observées dans la diversité des pratiques érotiques, mais surtout dans la très grande diversité des mœurs, des croyances, des valeurs, et des représentations sexuelles,,,. Ces observations ethnologiques montrent l'importance majeure de la culture dans le développement sexuel et dans l'expression de la sexualité humaine.
Les études du sentiment amoureux en neurosciences suggèrent une relation avec la dépendance, état qui serait provoqué par les endorphines libérées durant les relations amoureuses. L'état amoureux peut provoquer des émotions intenses, d'euphorie ou de détresse. Les passions associées à l'amour peuvent être sources de problèmes individuels ou sociaux, mais également de productions artistiques remarquables.
D'autres définitions sont proposées, en particulier en sciences humaines et sociales. Dans le langage courant, la sexualité renvoie à « l’ensemble des pratiques qui ont une signification érotique dans une société donnée », elle peut désigner également un système qui définit ces pratiques érotiques en conférant "à certaines le privilège de la normalité". Ces dynamiques sont le support de processus de catégorisation et de hiérarchisation des individus en fonction de leurs attirances – l’ orientation sexuelle.
Employée avec un complément ou un adjectif qualificatif, la sexualité d’une personne ou d’une catégorie humaine est sa disposition, son comportement spécifique dans les rapports sexuels ; son ou ses modes de vie sexuels.

## Étymologie
Le mot sexualité est inventé au milieu du 19e siècle. 
Étymologiquement, les mots sexualité, sexué et sexe sont dérivés des mots latins sexualis et sexus. Ces mots sont utilisés à partir du XVIe siècle. L'origine du mot sexus, qui signifie «sexe», est discutée : elle proviendrait soit du latin secare «couper, diviser», soit du latin sequi «accompagner» (Cf. O. Szemerenyi, Scripta Minora II, p. 874). Le romain Sextus Pompeius Festus, dans son De verborum significatione, rapproche sexus du grec hexis «manière d'être, état». Le sens « séparation » du mot sexus correspond à la séparation biologique des sexes, qui est la caractéristique fondamentale de la reproduction sexuée.
Les mots dérivés de la racine latine sexus sont récents. La chronologie simplifiée de leur apparition et de leurs premières significations, dans la société occidentale, est la suivante :
- XIIe siècle : apparition du mot sexe.
- XVIe siècle : généralisation du mot sexe, qui désigne les femmes (on dit à l'époque : « le beau sexe », « les personnes du sexe »).
- XVIIIe siècle : apparition du mot sexuel.
- XIXe siècle : apparition des mots sexualité (qui signifie « le caractère de ce qui est sexué, et l’ensemble des caractères propres à chaque sexe ») et sexualisme (qui signifie « la manière d'être de ce qui est sexuel »).
- XXe siècle : le mot sexualité prend son sens moderne : « ensemble des diverses modalités de la satisfaction sexuelle ».

## Définition
La sexualité est un terme abstrait très général qui recouvre plusieurs phénomènes :
- l'existence biologique d'organismes sexués, mâle et femelle, ayant des caractéristiques spécialisées et complémentaires permettant la reproduction ;
- le comportement sexuel, qui est chez la plupart des animaux un comportement de reproduction (le but est la copulation, qui permet la fécondation), et chez certains mammifères évolués un comportement érotique (le but est la stimulation du corps et des zones érogènes, ce qui procure du plaisir érotique) ;
- tous les aspects affectifs et émotionnels (attachement romantique, désirs et plaisirs érotiques, passions…) en relation avec le comportement sexuel ;
- tous les aspects cognitifs et culturels (mœurs, représentations, croyances, valeurs, symboles, amour…) qui sont en relation avec les trois phénomènes précédents.

Pour la majorité des personnes, la définition habituelle de la sexualité est plus vague, et recouvre d'une manière assez lâche tout ce qui a plus ou moins directement ou indirectement rapport avec les organes génitaux, les zones érogènes, mais surtout le plaisir particulier provenant de ces régions corporelles, du point de vue humain, éventuellement de la procréation.
En tenant compte de la structure biologique spécifique des différentes espèces animales, le mot sexualité désigne les conséquences suivantes de l'état sexué :
- la première conséquence, anatomique et physiologique, qui est commune à tous les animaux sexués, est en général l'existence dans chaque espèce d'un organisme mâle et d'un organisme femelle. Ces organismes sexués possèdent des cellules, des organes, des appareils et des processus physiologiques spécialisés et complémentaires (régulation par les hormones sexuelles, cellules germinales, appareil reproducteur, ovaire, pénis, utérus, …), qui sont spécifiquement destinés à permettre la reproduction ;
- la seconde conséquence, comportementale, est l'existence absolument nécessaire d'un comportement dit sexuel qui permet le rapprochement des organismes mâle et femelle afin de réaliser la fécondation.

À noter que chez la plupart des animaux, en raison de l'importance des hormones sexuelles et des phéromones, le comportement sexuel est un comportement de reproduction (le but est la copulation), tandis que chez les primates hominoïdes, en raison de l'importance du développement du cortex cérébral, le comportement sexuel devient un comportement érotique (le but est la stimulation du corps et des organes génitaux) ;
- la troisième conséquence, émotionnelle, mais qui n'existe que chez les animaux les plus développés (oiseaux et mammifères) en raison de l'apparition du système limbique, est l'existence d'émotions spécifiques à la sexualité : en particulier l'attachement au partenaire, et, dans certaines espèces (chimpanzé, humain, et peut-être dauphin), le plaisir érotique ;
- enfin, la quatrième conséquence, cognitive, qui n'existe que chez l'humain en raison de l'extrême développement du néocortex, est la capacité cognitive à élaborer tout un ensemble de représentations, de symboles, de croyances et de valeurs spécifiques à la sexualité.

Ces quatre conséquences sont identifiées et distinguées les unes des autres parce qu'elles dépendent de l'organisation et de l'activité de systèmes biologiques et neurobiologiques distincts.

## Recherche scientifique

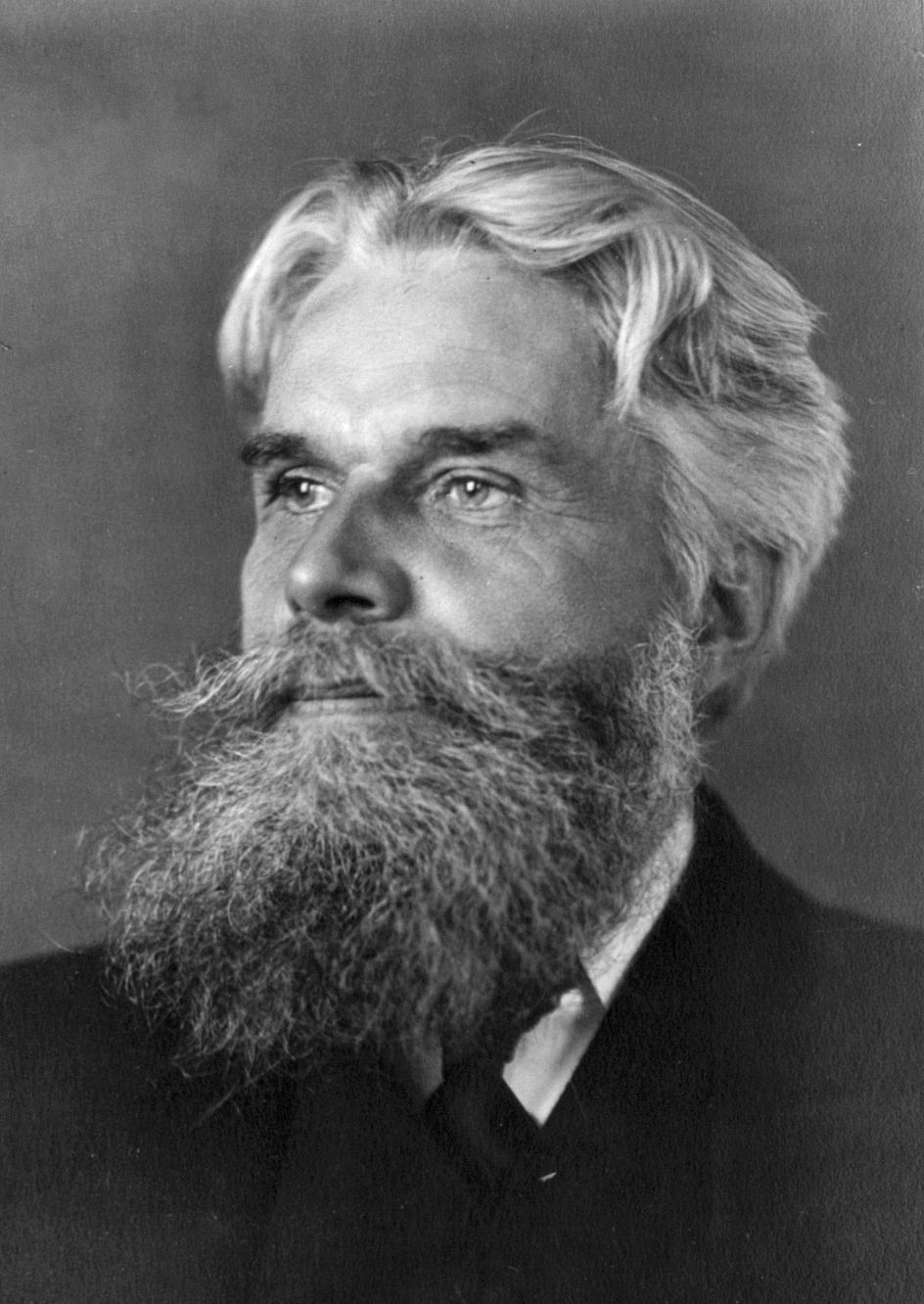
Havelock Ellis (1859-1939), un pionnier de la sexologie moderne qui se marie à 32 ans alors qu'il est toujours vierge.

La sexologie est l'étude scientifique de la sexualité et de ses troubles chez l'humain.
La sexologie étudie tous les aspects de la sexualité, à savoir le développement sexuel, le comportement sexuel et les relations affectives, en incluant les aspects physiologiques, psychologiques, médicaux, sociaux et culturels. La sexologie, dans sa forme moderne, est une science récente d'origine médicale qui s'est développée à la fin du XXe siècle. Pour des raisons surtout culturelles, les aspects non médicaux de la sexualité, c'est-à-dire l'amour, le plaisir érotique, l'éducation sexuelle, et, surtout, l'épanouissement, le bien-être et le bonheur sexuel, sont des sujets peu étudiés. Des chercheurs africains se sont intéressés à l'étude sur la sexualité à travers le livre La sexualité en Afrique : histoire, histoire de l'art et linguistique. Composé de dix articles, cet ouvrage a été produit par neuf auteurs béninois, ivoiriens et togolais.

## Reproduction sexuée

Le cycle de reproduction sexuée sur le plan génétique.

La reproduction sexuée est un mode de reproduction qui fait intervenir des organismes de sexes complémentaires. Ce mode de reproduction est caractérisé par un cycle de vie alternativement haploïde et diploïde. Les paires de chromosomes parents sont séparés durant la formation des gamètes (méiose) puis recombinés en un nouvel organisme singulier lors de la fécondation. Ce brassage génétique conduit à l'échelle de l'espèce la diversité génétique, multipliant ainsi les possibilités d’adaptation à l'environnement.

## Psychobiologie

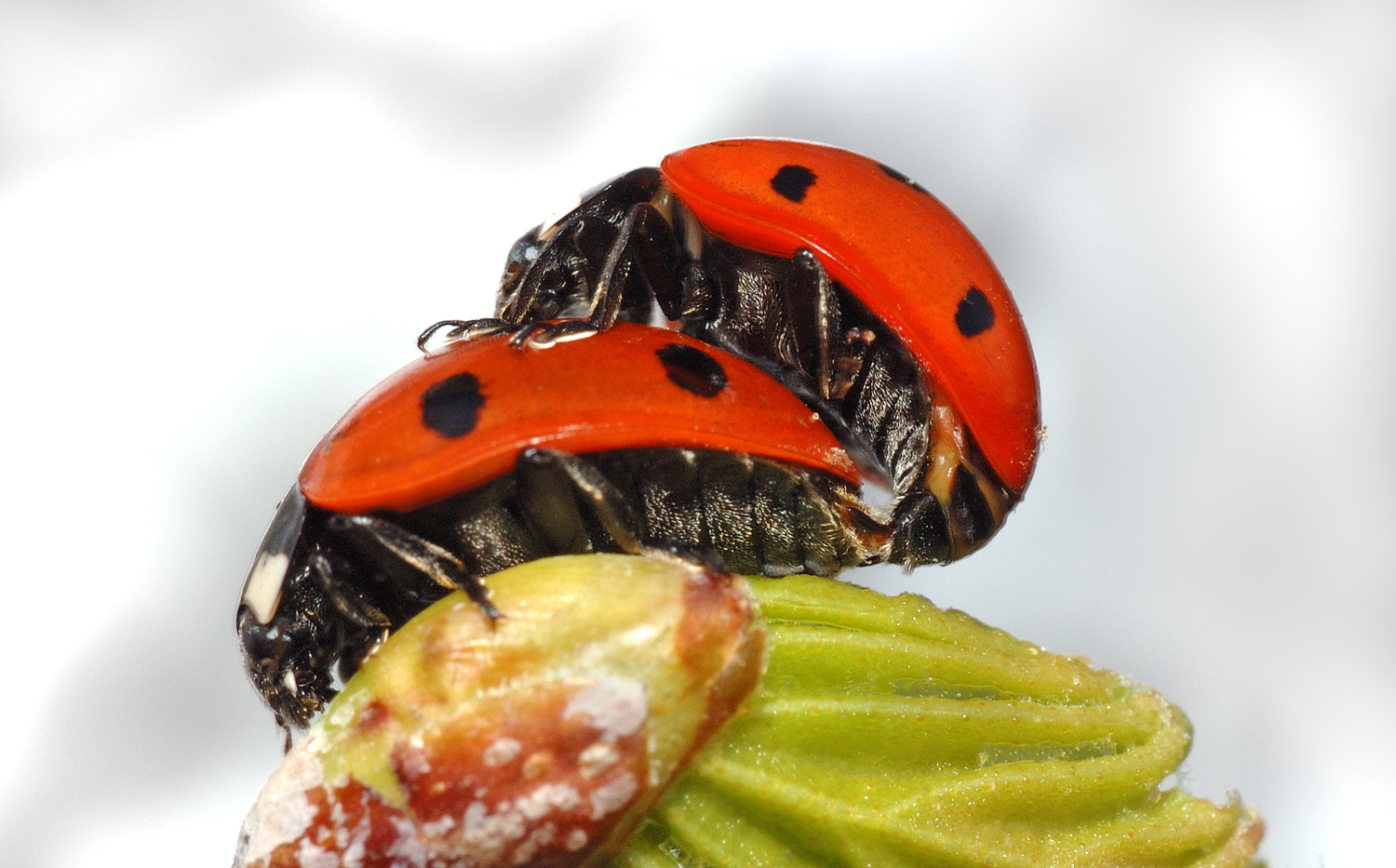
Comportement sexuel de deux coccinelles.

Pour la psychobiologie, le comportement sexuel est l'ensemble des activités motrices qui permettent la reproduction des animaux sexués.
Ce comportement est contrôlé principalement par le système nerveux. Plus le comportement sexuel est simple et stéréotypé.[incompréhensible] C'est le cas par exemple des insectes. PLUS le système nerveux est complexe, plus le comportement sexuel sera élaboré. C'est le cas typique de l'être humain.
En raison de la nature en partie aléatoire de l'évolution, les organismes ainsi que le contrôle du comportement sexuel ne sont pas « optimisés »,. C'est cette caractéristique qui explique l'existence d'activités sexuelles non reproductrices, en particulier chez les primates.
Chez les mammifères non-primates (rongeurs, canidés, ovins…), on observe un comportement de copulation, contrôlé par les hormones, les phéromones et les réflexes sexuels.
Chez les primates (être humain, chimpanzé, bonobo, orang outan, gorille), on observe un comportement contrôlé par les récompenses et la cognition, et centré sur la stimulation des zones érogènes.
À la puberté, les hormones activent le comportement de reproduction, les phéromones sexuelles déclenchent l'excitation sexuelle, et permettent de reconnaître le partenaire de sexe opposé,, et enfin, lorsque le mâle monte la femelle, les réflexes sexuels (érection, lubrification, lordose, poussées pelviennes…) permettent la copulation et l'éjaculation.

## Culture et sexualité

### L'émergence de la culture chez l'animal

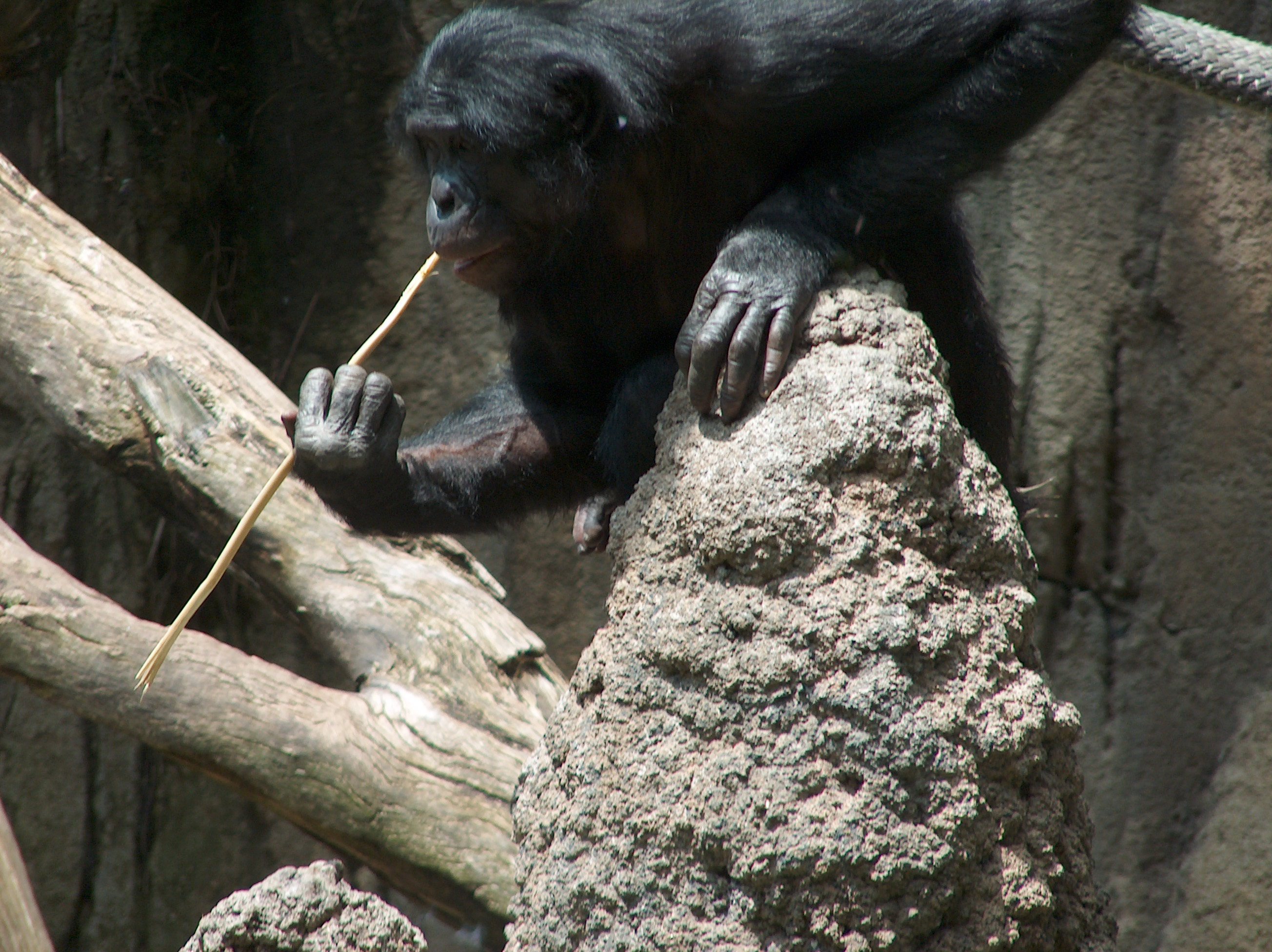
Utilisation d'un outil par un bonobo pour capturer des termites.

L'article détaillé Sexualité animale présente : 1) les critères définissant la culture animale, 2) les problèmes de l'évaluation de la nature culturelle des comportements observés, et 3) les principaux comportements sexuels des animaux qui seraient de l'ordre du culturel.
La culture est un ensemble de savoirs et de pratiques (règles sociales, utilisation d'outils, apprentissages sociaux…) qui, au sein d'un groupe donné, se partagent et se transmettent socialement et non par héritage génétique. L'émergence de la culture est observée chez l'animal à partir des primates. Quand la culture existe, la sexualité devient plus que la simple mise en jeu des réflexes, des récompenses et des conditionnements. Un exemple de comportement sexuel de l'ordre du culturel serait chez le bonobo l'utilisation d'objet pour la masturbation.

### Sexualité humaine

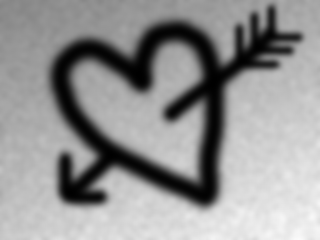
Un cœur percé d'une flèche, symbole de l'amour.

L'article détaillé sexualité humaine présente : 1) les différentes valeurs et modèles normatifs de la sexualité, 2) les analyses de ces normes et valeurs, et 3) l'influence structurante des normes et valeurs sur la sexualité.
La culture est une caractéristique majeure de l'espèce humaine. L'étude des phénomènes culturels de la sexualité (modèles normatifs, valeurs, croyances…) est une des clés de la compréhension de la sexualité humaine.
Suivant les sociétés, les normes sexuelles se construisent à partir de critères magiques, religieux, moraux, sociaux, affectifs, comportementaux ou médicaux. Puis, en fonction de ces normes, les activités érotiques sont fréquentes ou rares, certaines activités érotiques seront interdites ou considérées comme inappropriées (sodomie, activités sexuelles avec les divinités, cunnilingus, baiser…) et d'autres pourront être valorisées (masturbation, coït vaginal ou homosexualité…). Bien que la sexualité puisse être très différente d'une société à une autre, la sexualité de la quasi-totalité des individus est conforme aux normes de leur groupe social,,,,, ce qui montre l'influence majeure et structurante du contexte culturel sur la sexualité humaine.
Les relations sexuelles chez les Grecs s'inscrivent dans un contexte social contraignant et sont très dépendantes du statut social des partenaires. Elles font l'objet de réflexions morales de la part des philosophes comme Aristote ou Platon. Ces derniers les analysent, non sous l'angle de l'acte lui-même, du désir ou du plaisir, mais de la dynamique examinée selon deux grandes variables, qualitative (comportement sexuel) et quantitative (degré d'activité que traduisent le nombre et la fréquence des actes).
Si le citoyen romain ne met aucun érotisme dans sa sexualité, cela ne semble pas être le cas chez les Étrusques où la relation entre les hommes et les femmes est bien différente, comme le montre par exemple la tombe des Taureaux.
« Du IVe au XVIe siècle, la sexualité dans l'Occident médiéval passe du divin à l'humain, de l'extérieur à l'intérieur du mariage. Cette métamorphose de l'amour passionnel et subversif en amour conjugal maîtrisé se fait par le passage de l'inceste et de la polygamie au couple monogame ».

Variations culturelles du comportement érotique.
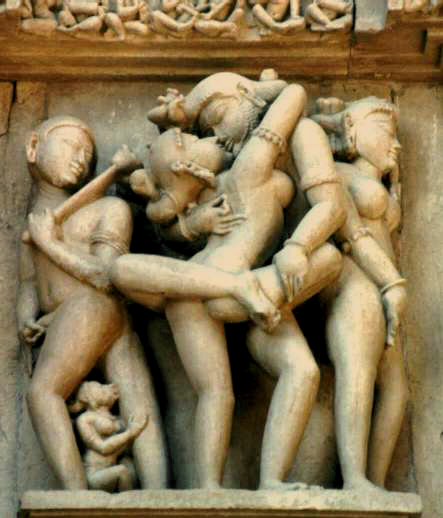
Sexualité dans l'Inde ancienne. (Maithuna de Khajurâho)
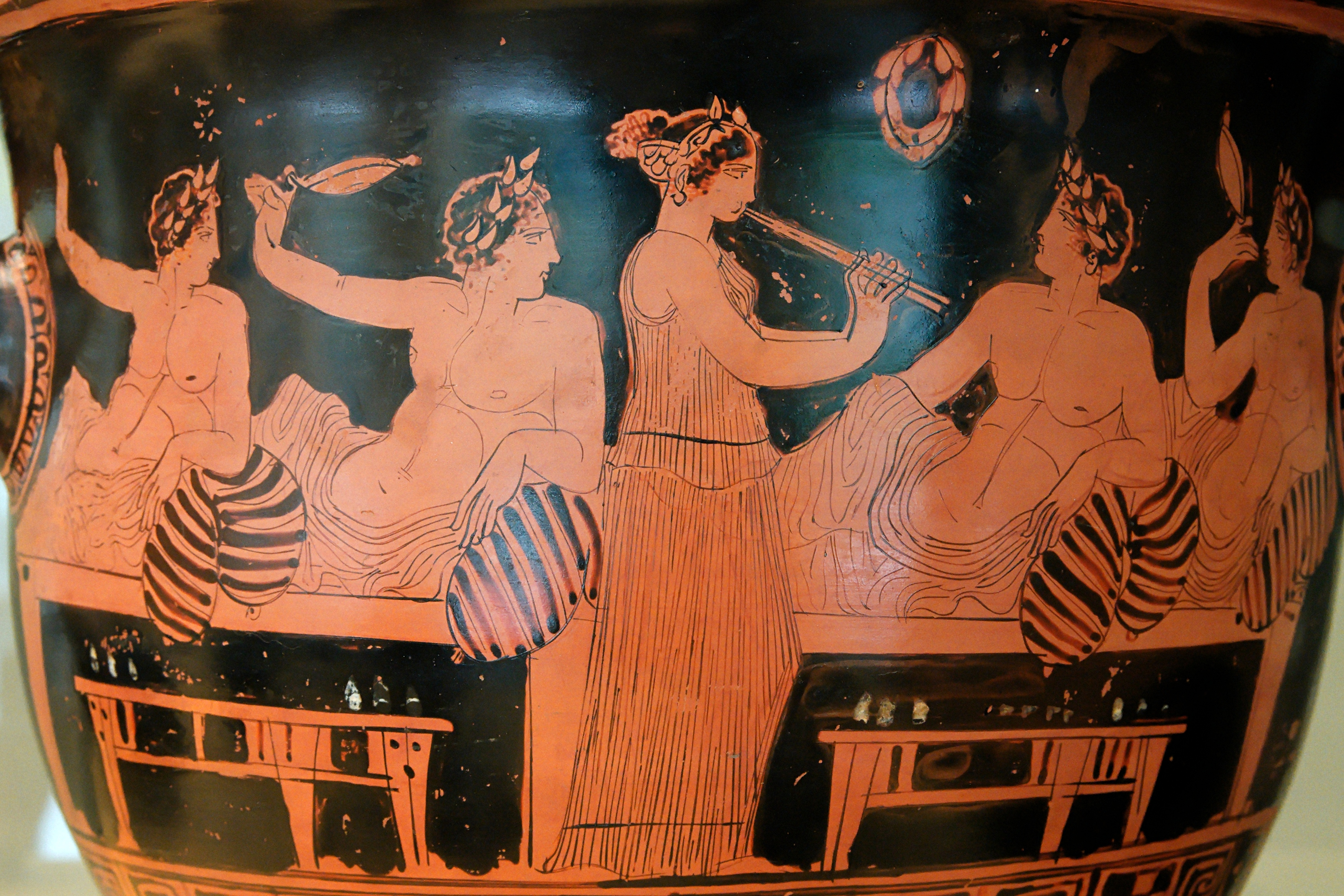
Banquet de L'Antiquité. (Cratère à figures rouges, 530 av. J.-C..)
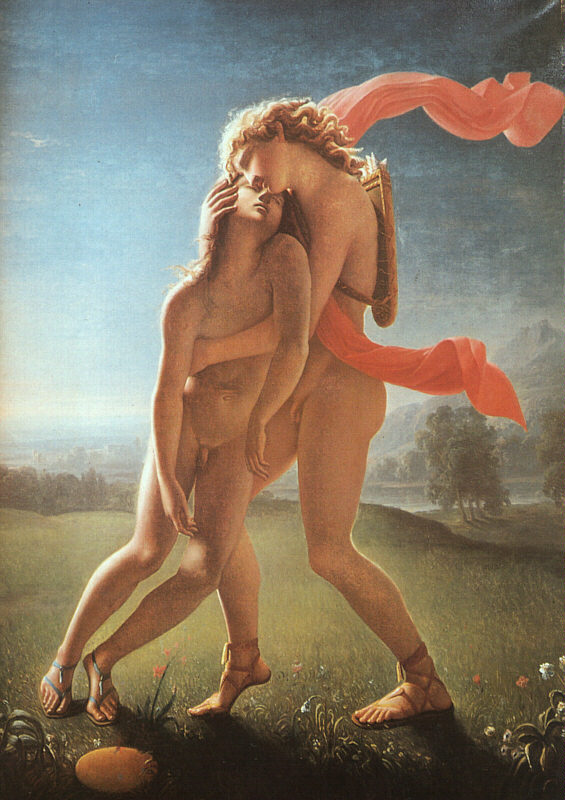
Bisexualité dans la Grèce antique. Jean Broc, La Mort d'Hyacinthe, 1801.
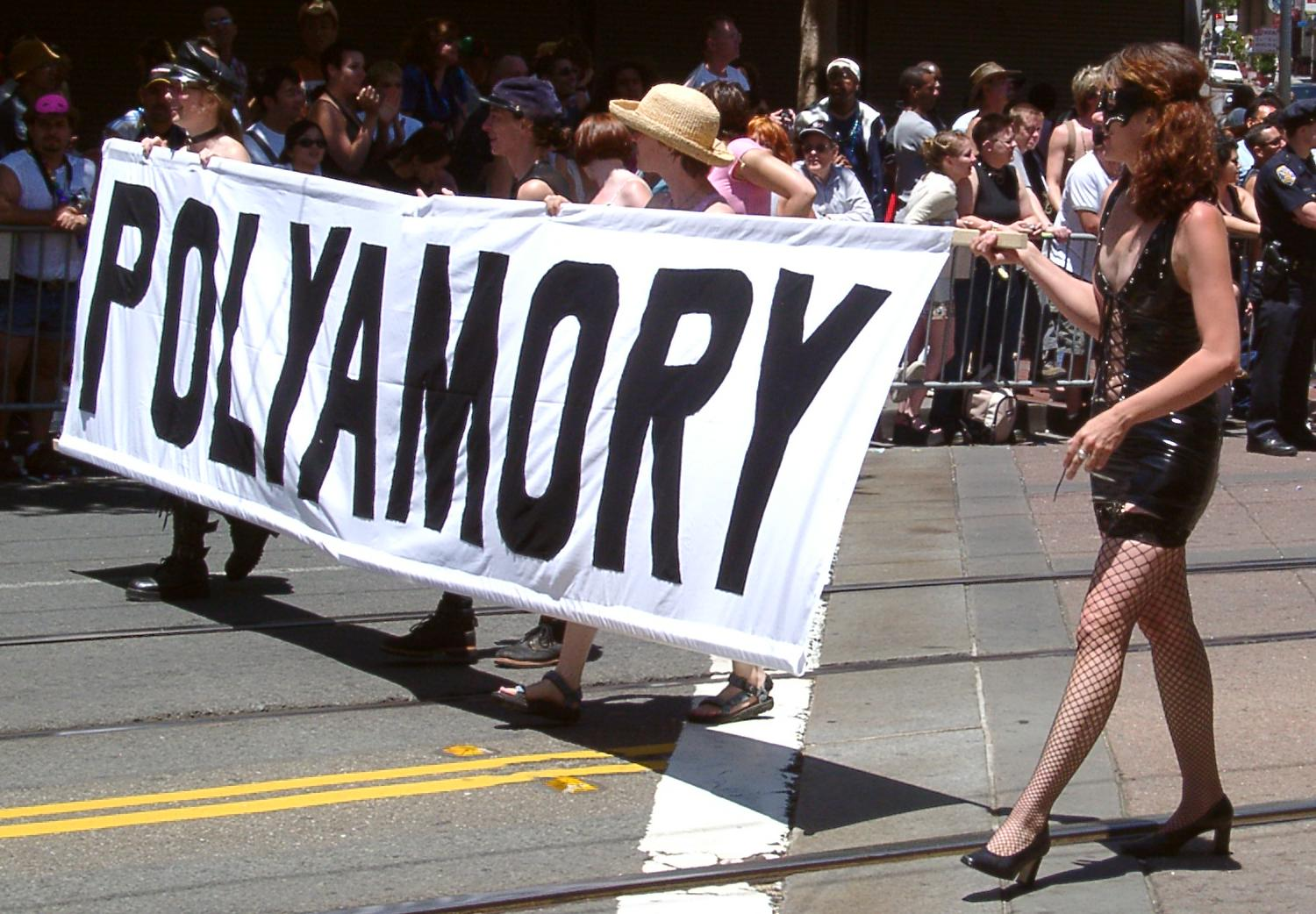
Polyamour. (Polyamory Pride à San Francisco.)
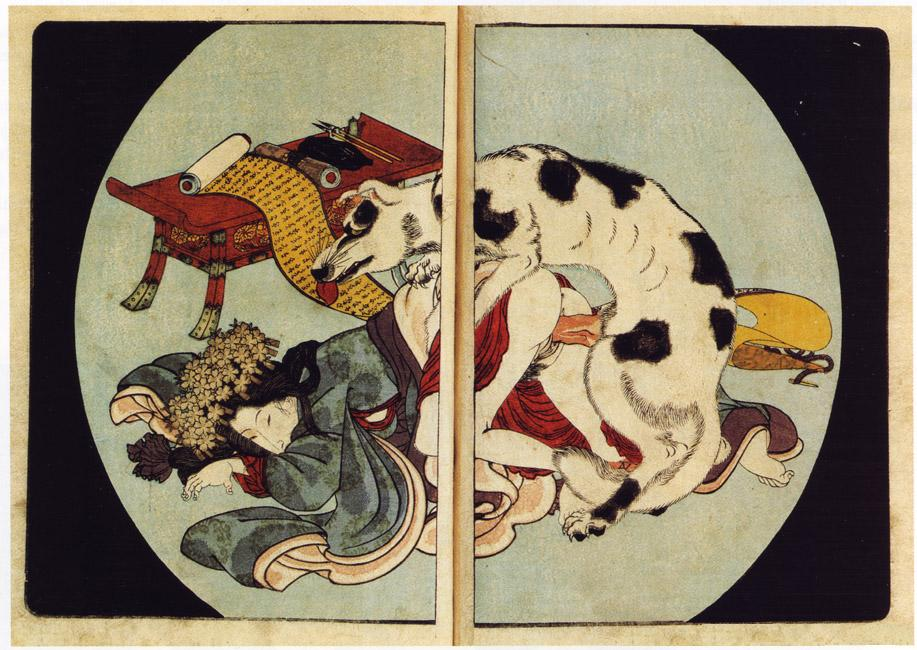
Sexualité avec des animaux. (Ukiyo-e japonais, 1837.)

Dans toutes les sociétés, la recherche des plaisirs sexuels est régulée par des normes sociales. Concrètement, les influences culturelles sur le comportement érotique s'exercent par des actions sur les adultes (par la peur de sanctions souvent exemplaires : lapidation, bûcher, pendaison, emprisonnement… ou de manière positive, par la reconnaissance sociale, pour récompenser un comportement sexuel socialement valorisé), mais surtout sur les enfants et les adolescents, au moyen des conditionnements aversifs (châtiments physiques ou psychologies) ou appétitifs (récompenses, louanges…) ; d'inductions d'émotions négatives (peur, honte, dégoût…), ou positives (fierté…) ; d'informations reflétant les croyances sociales (« la masturbation provoque des maladies » …) ; puis, surtout, par la pratique des activités érotiques culturellement acceptées.
Par ailleurs, l'observation, l'imitation, et les apprentissages sociaux jouent également un rôle majeur dans la modification du comportement érotique vers les pratiques culturellement acceptées. Plus précisément, par rapport aux traitements cognitifs, des expériences suggèrent que les scripts culturels valorisants ou condamnant par exemple l'hétéro-, l'homo- ou la bisexualité, ou la fidélité, la pureté, la sexualité pré- ou extra-maritale, la performance sexuelle, les activités anales ou échangistes, la taille des seins, la pilosité, etc., influenceraient le développement des désirs sexuels par des apprentissages érotiques et surtout cognitifs complexes : par la modulation du système de récompense par des représentations cognitives, par l'influence inconsciente des représentations culturelles, et par mimétisme social.
En France, une étude de l'Ipsos, réalisée en 2015, révélait le nombre moyen de partenaires sexuels qu'avaient ou qu'estimait avoir eu les Français au cours de leur vie : 9,5 personnes pour les hommes, et 3 pour les femmes. Ces chiffres sont à relativiser, en effet, dans une étude publiée dans le Journal of Sex Research, en 2018, les auteurs ont constaté qu'estimer le nombre de partenaires sexuels pouvait constituer une pression sociale selon les genres.

## Sexes naturels et genres culturels

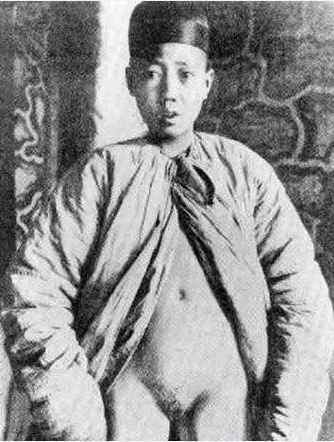
Castrés jeunes, les eunuques n'avaient pas d'organes génitaux, ni les caractères sexuels produits par la testostérone, comme la barbe.

Dépourvues de connaissances scientifiques, la plupart des sociétés traditionnelles ont élaboré en fonction de leurs croyances culturelles des récits mythologiques qui expliquent la création du monde. L'analyse transculturelle de ces différentes mythologies montre, par rapport à la question du sexe et du genre, que les différentes sociétés ont élaboré jusqu'à 4 types de sexes naturels et 6 types de genres culturels distincts. L'analyse des interactions entre les facteurs biologiques et culturels suggère une influence des facteurs biologiques dans la construction culturelle des genres.
Le sexe conçu comme « naturel » est construit dans les sociétés traditionnelles à partir de l'observation de l'anatomie génitale. Comme 98 % des humains ont des organes génitaux mâles ou femelles non ambigus, les sexes naturels mâle et femelle existent dans toutes les sociétés. Les 2 % d'humains ayant une anatomie sexuelle ambiguë ont parfois été à l'origine de l'élaboration d'un sexe naturel intermédiaire ou hermaphrodite, en particulier quand ces anomalies étaient fréquentes. Un exemple typique sont les Guevedoces en République dominicaine. En raison d'une déficience en 5-alpha réductase, les garçons ont des organes génitaux de type féminin, mais développent des caractères masculins à l'adolescence (Figure: Guevedoces). Ces caractéristiques spectaculaires ont induit la croyance en l'existence d'un troisième sexe naturel. La castration, fréquemment pratiquée dans l'Antiquité, est le facteur à l'origine de la construction d'un 4e type de sexe naturel, a-sexué. En l'absence de connaissances génétiques et hormonales, il est compréhensible que certains groupes humains aient interprété l'absence d'organes génitaux comme étant une conformation a-sexuée.
Les principaux genres culturels observés dans les sociétés humaines proviennent de ces sexes naturels. En raison de la grande fréquence (98 %) des anatomies mâles et femelles, les genres Femme et Homme existent dans toutes les sociétés. Les 2 % de sexes naturels intermédiaires ont parfois été construits comme des genres culturels distincts, comme les Two Spirits amérindiens, les Bissu Indonésiens ou les Hijra indiens,.
Les Bugis en Indonésie ont 5 genres culturels : des Hommes, des Calabai (homme féminin), des Bissu (intermédiaire), des Calalai (femme masculine) et des Femmes. Or des études récentes montrent qu'il existe une masculinisation variable du cerveau, en fonction des gènes et du taux de testostérone,,, qui influence en particulier le caractère feminin ou masculin des activités ludiques dans l'enfance. Comme cette caractéristique existe également chez les primates, ce n'est pas un effet culturel,. De plus, on observe que les Fa'afafine à Samoa, équivalant aux Calabai, avaient majoritairement dans leur enfance des activités ludiques de type féminin. Ces données suggèrent que les 5 types de genres culturels des Bugis, que l'on retrouve dans d'autres sociétés, découlent principalement de la différenciation sexuelle anatomique du corps (pour les Femme, Homme et Bissu), et secondairement de la différenciation sexuelle cérébrale (pour les Calabai et Calalai ; et les Fa'afafine).
Enfin, le 6e et dernier type de genre, a-sexué, provient des rares sociétés où la castration était une pratique culturelle habituelle. Dans l'empire byzantin, pendant plusieurs siècles, les eunuques avaient un statut social dans la société. Castrés jeunes, ils n'avaient pas les caractères sexuels secondaires produits par la testostérone, comme la barbe ou une tessiture de voix plus grave. De plus, ils étaient éduqués à part, habillés différemment et avaient des fonctions sociales importantes et distinctes. Pour ces raisons, il est compréhensible que les Byzantins aient conçu les eunuques comme étant un sexe naturel et un genre culturel distinct.
Enfin, pour montrer l'importance du contexte culturel, on observe que dans les sociétés où il existe plus de 2 genres, les personnes qui ne se considèrent pas comme femme ou homme généralement ne subissent pas d'ostracisme social, trouvent une place dans leur société, ne se considèrent pas comme transgenre, et ne cherchent pas à changer de sexe.

## Amour

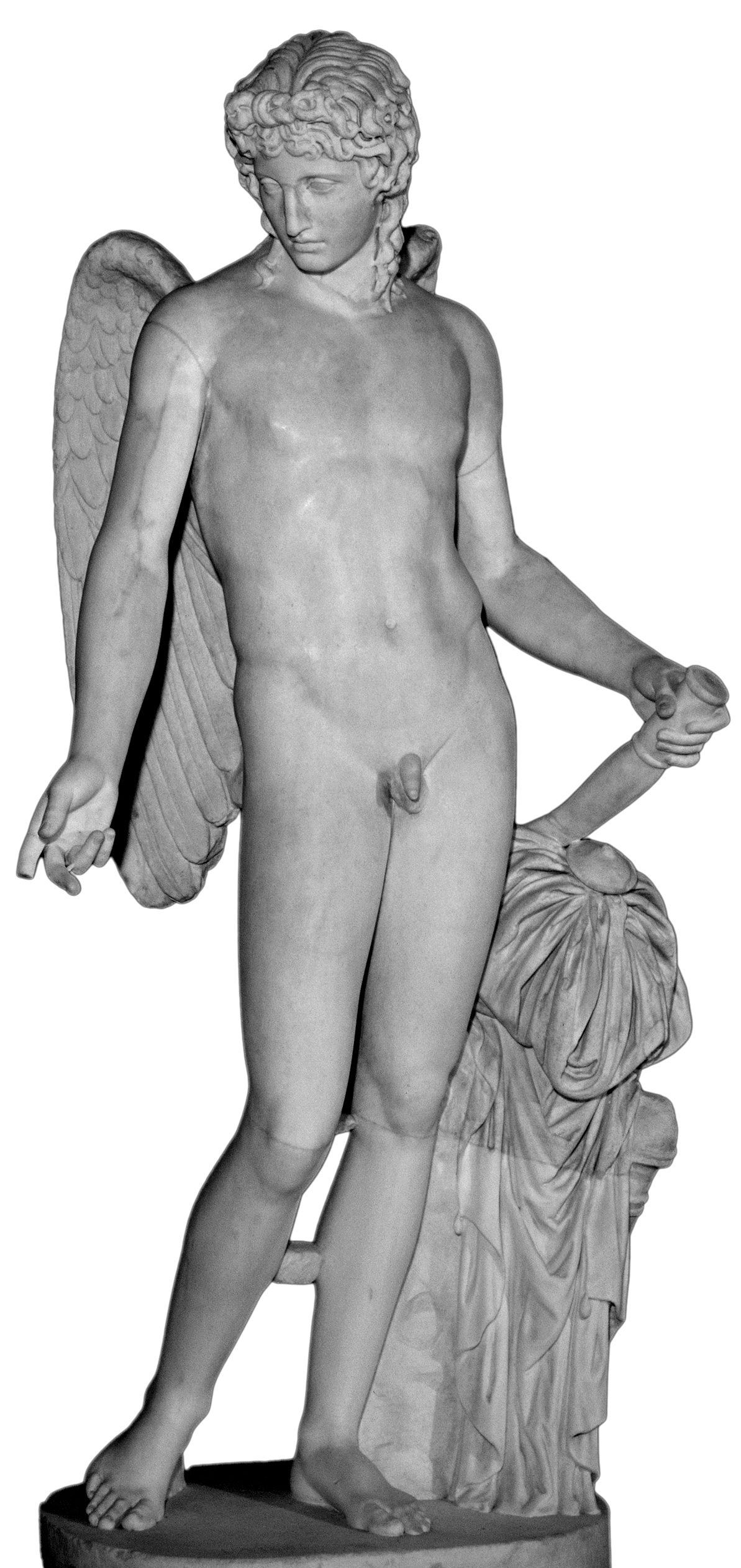
Éros / Cupidon, Dieu de l' Amour.

L'article détaillé Amour présente : 1) les facteurs biologiques à l'origine de l'attachement romantique, 2) les caractéristiques individuelles et sociales de la passion amoureuse, ainsi que leurs conséquences, et 3) les différentes manifestations culturelles de l'amour, en particulier dans les arts, la poésie et la littérature.
Les expérimentations animales relatives à l’attachement ont montré que les différents types d’attachement (filial, romantique, fraternel, amical, pour un animal, un habitat, un milieu ou pour un objet) ont des bases neurobiologiques en partie communes. Chez l’Homme, l’attachement « romantique » met en jeu globalement les mêmes régions cérébrales, ainsi que certaines structures impliquées dans les récompenses. L’attachement « romantique » dépendrait, au moins en partie, du contexte socioculturel. En effet, on observe que dans les sociétés où l’activité érotique se déroule simplement et quotidiennement, l’attachement romantique est moins marqué et plus « apaisé » que dans les passions et les extases sentimentales de l’amoureux occidental, « qui soupire comme une fournaise » pour un impossible idéal romantique. Plusieurs auteurs ont souligné la ressemblance entre certains aspects de la passion amoureuse (altération de l’état mental, exaltation de l’humeur, pensées intrusives de l’objet aimé…) et certains troubles psychiques (observés par exemple dans les troubles bipolaires et obsessionnels-compulsifs). En schématisant, il semblerait que la mise en jeu du système des récompenses, facteur primordial de la sexualité humaine, induise une « dépendance » à l’objet « aimé » qui conduirait à des états de « manque » lorsque cet objet est inaccessible,. Ces états psychiques intenses provoqués par les passions amoureuses sont à l'origine, non seulement d'accomplissements remarquables dans les arts, la poésie et la littérature, mais également de bouleversements individuels (tentatives de suicide, crimes passionnels…) ou sociaux (selon la légende, la guerre de Troie fut provoqué en raison de l'enlèvement d'Hélène par le prince Pâris, qui fut subjugué par sa beauté extraordinaire).

## Développement

### De l'enfance à l'âge adulte
L'article Développement psychosexuel, en fonction des données des neurosciences et de la psychologie du développement, présente : 1) la chronologie du développement des facteurs innées et acquis de la sexualité, 2) Les caractéristiques culturelles qui influencent le développement de la sexualité, et 3) les principales possibilités de variations du développement de la sexualité.
Le développement de la sexualité, de l'embryon à l'âge adulte, est provoqué par des facteurs biologiques bien spécifiques, suit des étapes chronologiques, et l'influence de la culture est déterminante.
On peut distinguer un continuum de sociétés sexuellement répressives, restrictives, permissives et éducatives,. Dans les sociétés les plus restrictives, comme Inis Beag, la sexualité se développe plus tardivement, parfois après la puberté. Dans les sociétés les plus permissives, comme les Pilagas, ou les Trobriandais, la sexualité débute dès les premières années de la vie,.
Les facteurs innés du comportement érotique (réflexes sexuels, zones érogènes, récompenses/renforcement…) se développent dès la période fœtale,, et les premières années de la vie. Potentiellement, l'organisme est alors prêt pour apprendre la sexualité. Le développement sexuel ultérieur sera déterminé par le contexte culturel, qui, à partir d'un âge variable suivant les sociétés, interdira ou valorisera telle ou telle activité érotique, transmettra des croyances sexuelles particulières, façonnant ainsi les comportements, les émotions associées aux vécus sexuels, les représentations et les valeurs sexuelles des adultes,. Au cours de son développement, on observe que l'enfant intègre les normes sexuelles de sa société, et à l'âge adulte ces normes seront perçues comme « naturelles » et « évidentes ».

### Éducation sexuelle
L'éducation sexuelle, dans son sens le plus large, est indissociable du développement de la sexualité. Que les apprentissages soient institutionnels ou informels, décidés et organisés ou laissés au hasard des circonstances de la vie, ils déterminent l'essentiel du devenir de la sexualité humaine.
Dans les sociétés modernes, les enjeux de l'éducation sexuelle sont multiples : accès à la santé sexuelle, prévention des troubles de la sexualité, apprentissages de connaissances relatives à la reproduction, à la sexualité, au plaisir et à l'amour, développement de la socialisation sexuelle, ainsi que du sens moral et éthique. Mais la sexualité est un sujet particulier dans les sociétés modernes, et la transmission du savoir sexuel est compliqué par une forte réticence sociale à l'éducation sexuelle ainsi que par l'état de minorité civile des élèves. Or l'adolescence en Occident est une période particulièrement sensible du développement, et le manque d'informations fiables et le manque de communication avec des adultes de confiance sont des handicaps pour gérer les problèmes de la représentation de son corps, de l'identité sexuelle, des croyances en de nombreux stéréotypes, de la performance sexuelle, de la relation sexuée à l'autre, de la gestion des émois sexuels et des relations amoureuses,.

## Pathologies et thérapies sexuelles

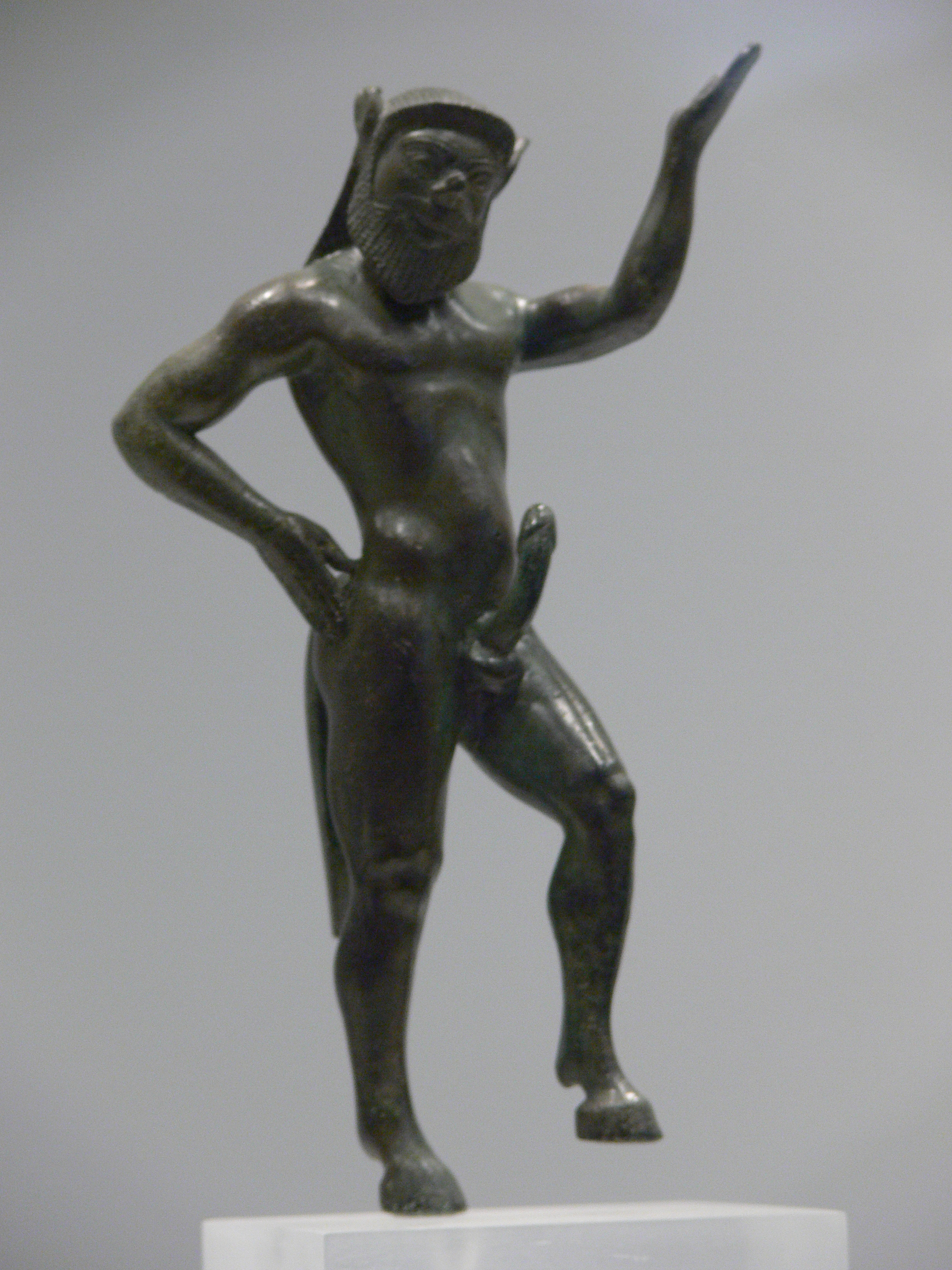
Satyre de la mythologie grecque, symbolisant l'excès pathologique du désir sexuel (satyriasis).

L'article détaillé Paraphilie présente : 1) les différents modèles de références de la normalité, culturels ou médicaux, à partir desquelles se construisent le discours moral et médical, 2) les principaux troubles et maladies de la sexualité, et 3) les principaux types de thérapies et de stratégies préventives.
Suivant les époques, les mœurs et les connaissances disponibles, ont existé plusieurs modèles de la normalité physiologique, comportementale et psychologique. Ces modèles déterminent l'anormal et le pathologique, : par exemple, dans le modèle Antique de la virilité, la passivité sexuelle était un crime, tandis qu'au XIXe siècle, dans le modèle médical de l'instinct sexuel, les activités sexuelles non reproductrices (masturbation, fellation, sodomie…) étaient une perversion. Actuellement, les principaux troubles sexuels identifiés sont les dysfonctions sexuelles, les paraphilies, et les troubles de l'identité de genre. Les principales maladies liées à la sexualité sont les infections sexuellement transmises. En sexologie clinique, les méthodes thérapeutiques les plus utilisées sont les thérapies cognitives et comportementales, les méthodes de Masters et Johnson (sensate focus), les thérapies de couples, ainsi que la sexocorporelle et la psychanalyse,.
Au cours de l’histoire, la médecine a eu différentes pratiques et interrogations en lien avec les transgressions de sexe et la sexualité. L’étude de cas pratiques tels que la sexuation des corps trans en Suisse romande entre 1940 et 1960, les constructions médicales et profanes de la « baisse du désir féminin » ou encore les discours actuels sur la chirurgie esthétique des organes génitaux, permet par ailleurs de comprendre le rôle de la médecine dans la définition des normes de sexe et de sexualité ainsi que la porosité des frontières entre normalité et pathologie.